# Towarzystwo Operowe w Bydgoszczy
Towarzystwo Operowe im. prof. Felicji Krysiewiczowej w Bydgoszczy – stowarzyszenie kulturalne w Bydgoszczy, zajmujące się upowszechnieniem kultury i sztuki operowej, wychowywaniem widza i słuchacza do jej właściwego odbioru oraz promowaniem młodych artystów.

## Siedziba
Siedziba Towarzystwa mieści się w budynku Opery Nova w Bydgoszczy. Natomiast adres korespondencyjny jest następujący: ul. Łochowskiego 7/146, 85-796 Bydgoszcz.

## Historia i działalność
Towarzystwo założono 11 października 1985 roku z inicjatywy grupy melomanów i miłośników opery. Pomysłodawcą zorganizowania regularnego Towarzystwa Operowego, na wzór istniejących wówczas Towarzystw Miłośników Opery w Łodzi i Warszawie był redaktor Henryk Martenka, recenzent muzyczny w redakcji „Ilustrowanego Kuriera Polskiego” w Bydgoszczy. Początkowo lista członków liczyła ok. 80 osób i skupiała swą działalność wokół Państwowej Opery w Bydgoszczy.
Stowarzyszenie realizowało swe cele statutowe poprzez organizowanie recitali, koncertów, audycji fonograficznych i odczytów, udział w spektaklach premierowych macierzystej opery i innych teatrów operowych w kraju, a także popularyzowanie postaci szczególnie zasłużonych dla bydgoskiego środowiska muzycznego oraz fundowanie nagród dla laureatów wybranych konkursów wokalnych.
Pierwszym prezesem Towarzystwa został Henryk Martenka, a później kolejno: Genowefa Kozińska, Krystyna Matuszewska, Piotr Karczewski, Hanna Kobierowska, Bożena Krupa-Madej. W latach 80. organizowano cykliczne spotkania popremierowe z realizatorami spektakli bydgoskiej opery oraz nagradzano najlepszych solistów po zakończeniu sezonów artystycznych „Srebrnymi maskami”, statuetkami „Pierrota” i „Kryształowej Rozyny”. Otrzymywali je m.in.: Magdalena Krzyńska, Teresa Sobotka-Anastasow, Edward Stasiński, Ryszard Smęda, Bronisław Pekowski, Anetta Wakarecy. W latach 90. XX w. Towarzystwo Operowe przyjęło za swą patronkę Felicję Krysiewiczową – pedagoga, śpiewaczkę, współtwórczyni teatru muzycznego w Bydgoszczy.
W 2008 r. liczebność Towarzystwa wynosiła ok. 50 osób. Jego członkowie otrzymują wejściówki na spektakle operowe i baletowe Opery Nova, uczestniczą w próbach generalnych i innych przedsięwzięciach organizowanych m.in. z okazji Bydgoskich Festiwali Operowych. Organizowane są również wyjazdy na premierowe przedstawienia do Teatrów Wielkich w Poznaniu, Warszawie i Łodzi.